# Liquido sinoviale
Il liquido sinoviale, che riempie la cavità articolare, è il prodotto della membrana sinoviale vascolarizzata che secerne il liquido per filtrazione del plasma. 
Ha lo scopo di nutrire i tessuti avascolarizzati e di lubrificare le giunzioni articolari (la viscosità della sinovia è data dall'acido ialuronico disciolto nel plasma).

## Composizione
La soluzione sinoviale è composta da acqua, acido ialuronico, glicoproteine e ioni. Ha aspetto viscoso e colore chiaro in condizioni fisiologiche, mentre in presenza di lesioni (specialmente quelle a carico dei legamenti) assume un colore rosso o rosato. In presenza di batteri o più generalmente, di infezioni in atto, l'aspetto del liquido sarà torbido e tendente al colore giallo, indicativo quindi di uno stato di flogosi.

## Patologia
La membrana che produce il liquido sinoviale è soggetta ad infiammazioni, chiamate sinoviti, che colpiscono spesso l'articolazione del ginocchio.

## Schiocco delle articolazioni
Nel gennaio 2015 un gruppo di ricercatori canadesi dell'Università dell'Alberta ha scoperto che lo scrocchio delle giunture (alle ginocchia, caviglie e tutte le articolazioni) è dovuto allo scoppio di bolle d'aria che si formano proprio nel liquido sinoviale: infatti quando si tirano lentamente e progressivamente le due estremità di una articolazione, a un certo punto quest'ultima si separa creando rapidamente una bolla d'aria nel fluido sinoviale. I ricercatori, usando la risonanza magnetica, hanno registrato che il "crac" si verifica proprio quando si crea il vuoto.
Nonostante la credenza popolare, che pensa che lo scrocchio delle giunture favorisca l'artrosi, i ricercatori hanno sperimentato come in realtà tale fenomeno sia completamente innocuo. Potrebbe anzi, di contro, avere effetti positivi sull'articolazione. Lo "schiocco" articolare viene infatti ricercato attraverso manovre di trazione, onde favorire la de-coaptazione delle strutture articolari coinvolte ed il loro relativo de-tensionamento dovuto per l'appunto alla perdita di pressione intra-articolare.